# 신안군 (1988년 선거구)
신안군은 대한민국의 옛 국회의원 선거구이다. 당시 전라남도 신안군 지역을 관할했다.

## 역사
제13대 국회의원 선거를 앞두고 목포시·무안군·신안군 선거구에서 분리되면서 신설되었다.
제15대 국회의원 선거를 앞두고 목포시 일부 지역을 편입해 목포시·신안군 을 선거구를 이루게 됨에 따라 폐지되었다.

## 역대 국회의원
| 선거   | 정당 | 정당         | 의원   |
| ------ | ---- | ------------ | ------ |
| 1988년 |      | 한겨레민주당 | 박형오 |
| 1992년 |      | 민주당       | 한화갑 |

## 역대 선거 결과

### 대한민국 제13대 국회의원 선거
|  | 77.66% |

|  | 22.33% |

### 대한민국 제14대 국회의원 선거
|  | 72.92% |

|  | 15.61% |

|  | 11.45% |